# FAST

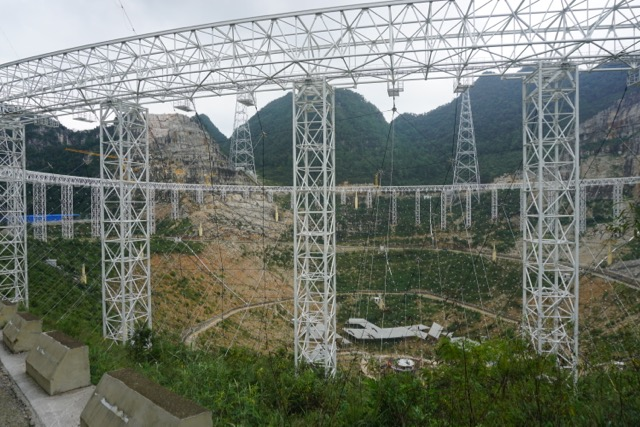
FAST när teleskopet var under uppbyggnad.

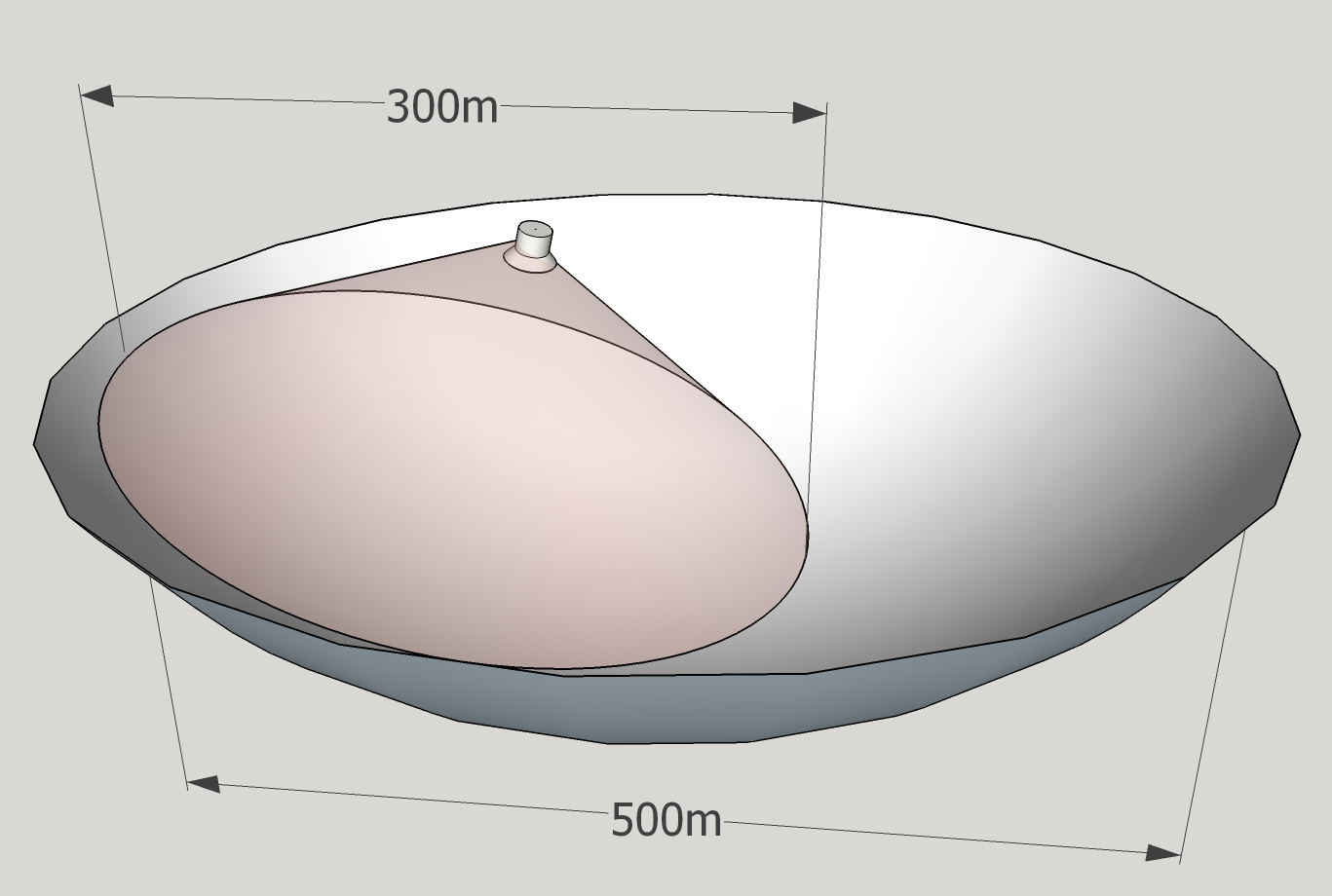
300 m belyst aperturdiameter i 500 m-skålen.

FAST, eller Five hundred meter Aperture Spherical Telescope, (五百米口径球面射电望远镜) är världens största radioteleskop och finns i Guizhou i Kina. Teleskopet är byggt som en skål med en diameter på 500 meter. Teleskopet färdigställdes 2016 och kommer användas i forskningen om mörk materia samt sökandet efter utomjordiskt liv.

## Konstruktion
FAST består av en fast skålformad primärreflektor byggd av 4 450 perforerade aluminiumpaneler i en naturlig sänka (karst) i landskapet. Skålens diameter på 500 m gör den till världens största. 140 m ovanför reflektorn finns en robotstyrd mottagare, som reflektorn fokuserar radiovågor till. Mottagaren kan röra sig via kablar och gör det möjligt att rikta FAST i vilken riktning som helst ±40° från zenit. Teleskopets aperturdiameter är 300 m "belyst" av mottagaren. Hela reflektorskålens 500 m används alltså aldrig samtidigt, utan alltid en vald del på 300 m.